# Dewey (Schiff, 2010)
Die USS Dewey (DDG-105) ist ein Zerstörer der United States Navy und gehört der Arleigh-Burke-Klasse an. Sie ist benannt nach Admiral George Dewey, der einzigen Person, die jemals den Rang Admiral of the Navy erreichte. Dewey ist bekannt für seine Rolle während der Schlacht in der Bucht von Manila im Spanisch-Amerikanischen Krieg.

## Geschichte
Der Bau des Zerstörers wurde 2002 in Auftrag gegeben, Bauwerft war Ingalls Shipbuilding. Der Kiel von DDG-105 wurde am 4. Oktober 2006 gelegt, am 26. Januar 2008 lief das Schiff vom Stapel und wurde getauft. Taufpatin für die Dewey war Deborah M. Mullen, die Ehefrau von Admiral Michael Mullen, dem Vorsitzenden der Joint Chiefs of Staff. Auf die Taufe folgt die Endausrüstung an der Pier, danach die Werfterprobungsfahrten. Im August 2009 nahm die Navy das Schiff ab, die Indienststellung fand am 6. März 2010 in Seal Beach, Kalifornien statt.
Ende 2011 begann die erste Einsatzfahrt der Dewey: An der Seite der John C. Stennis führte diese den Zerstörer in den Indischen Ozean und ab Anfang 2012 in den Pazifikraum.
Im Mai 2017 wurde die Dewey auf Patrouillenfahrt durch das Südchinesische Meer geschickt. Sie durchquerte dabei als erstes US-Kriegsschiff seit dem Amtsantritt von US-Präsident Donald Trump die von der VR China als Territorialgewässer beanspruchten Zonen.
Am 12. Mai 2025 führte das Schiff bei den Spratly-Inseln im Südchinesischen Meer eine Operation zur Wahrung der Freiheit der Schifffahrt gegen die Durchfahrtsbeschränkungen von China, Taiwan und Vietnam durch.

## Weiteres
In der TNT Serie The Last Ship dient die USS Dewey als Kulisse für die fiktive USS Nathan James, das Schiff auf dem ein Großteil der Handlung spielt.